# تشکیلات مشبک
ساختار شبکه‌ای یا تشکیلات مشبک (به انگلیسی: Reticular formation) ساختار بزرگی و شبکه‌ای از مدارهای عصبی است که از ساقه مغز به تالاموس، واقع در پیش مغز آغاز و از برخی سازه‌های واقع شده در هستهٔ مرکزی عبور می‌کنند. این تشکیلات هستههای بسیاری را (بیشتر از ۹۰ هسته) در خود جای داده‌است. ساختار مشبک به وسیلهٔ شبکهٔ به هم پیوستهٔ نورون‌ها و زائده‌های دندریت و اکسون پیچیده، شناخته می‌شود. این ساختار به کنترل شدت پاسخ‌ها و متعادل کردن میزان تأثیری که هر محرک ورودی بر دیگر اندام‌های مغزی خواهد داشت، نظارت می‌کند. میزان بر انگیختگی کل سیستم عصبی به وسیله ساختار مشبک تنظیم می‌شود و این توانایی در تعیین سطح برانگیختگی موجودات زنده، توسط ساخت شبکه‌ای مغز میانی، در توجه و خواب از اهمیت بسیاری برخوردار است. تشکیلات مشبک در توانایی تمرکز حواس روی یک محرک ویژه نقش دارد. تمامی گیرنده‌های حسی، دارای فیبرهای عصبی هستند که به دستگاه مشبک پیام می‌رسانند. این سیستم به صورت فیلتر عمل می‌کند. به برخی پیامهای حسی اجازه داده می‌شود تا به کورتکس مغزی بروند و جلوی برخی دیگر را می‌گیرند. هسته‌های سجافی (رافه) و لوکوس سیرولئوس که هر دو در تشکیلات تورینه ای قرار دارند در راه اندازی مراحل خواب و رؤیا شرکت دارند.

## دستگاه فعال‌کننده مشبک
سیستم فعال کننده مشبک (ARAS) مسئول حالت بیداری پایدار است. این بخش اطلاعات را از گیرنده‌های حسی با روش‌های مختلف دریافت می‌کند که از طریق مسیرهای اسپینورتیکولار و اعصاب جمجمه (عصب سه قلو، مسیرهای چند وجهی، عصب بویایی، عصب بینایی، عصب دهلیزی و مسیرهای تک وجهی) منتقل می‌شود. این مسیرها به‌طور مستقیم یا غیرمستقیم از طریق ستون میانی هسته‌های تشکیل شبکه (هسته‌های مغناطیسی و هسته‌های مشبک تگمنتوم پونتین) به تالاموس می‌رسند. سیستم فعال کننده شبکه ای از قسمت پشتی مغز میانی خلفی و پل مغزی شروع می‌شود، تا دی انسفالون ادامه می‌یابد و سپس به دو قسمت تقسیم می‌شود و به تالاموس و هیپوتالاموس می‌رسد و سپس به قشر مغز می‌ریزد. برآمدگی تالاموس تحت سلطه نورون‌های کولینرژیک است که از هسته تگمنتال پدانکولوپونتین پونز و مغز میانی (PPT) و هسته تگمنتال لاترودورسال پونز و هسته‌های مغز میانی (LDT) منشأ می‌گیرند. برجستگی هیپوتالاموس شامل نورون‌های نورآدرنرژیک لوکوس سرولئوس (LC) و نورون‌های سروتونرژیک هسته‌های رافه پشتی و میانی (DR) است که از هیپوتالاموس جانبی عبور کرده و به آکسون‌های هسته توبرو پستانی هیستامینرژیک (TMN) می‌رسند و با هم یک مسیری که به جلوی مغز، قشر مغز و هیپوکامپ گسترش می‌یابد. برانگیختگی قشری همچنین از نورون‌های دوپامینرژیک جسم سیاه (SN)، ناحیه تگمانتی شکمی (VTA) و ناحیه خاکستری دور قناتی (PAG) بهره می‌برد. تعداد کمتری از نورون‌های کولینرژیک پونز و مغز میانی، برجستگی‌هایی را به سمت جلوی مغز در امتداد مسیر شکمی ارسال می‌کنند و تالاموس را دور می‌زنند.

## نگارخانه

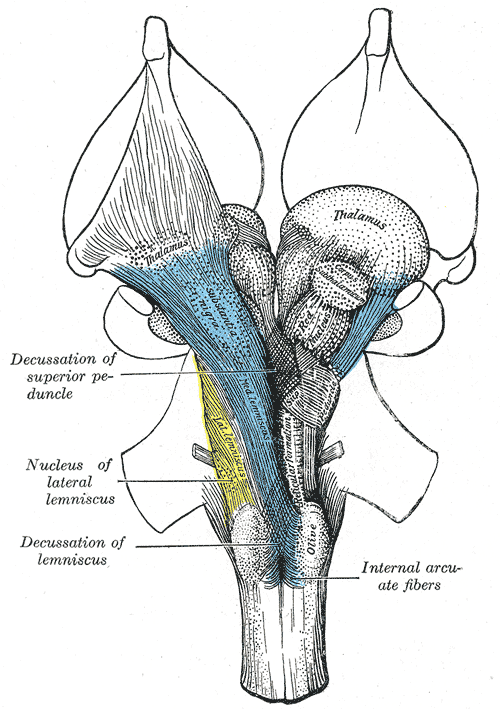
سیستم فعال کننده مشبک صعودی. که ساخت مشبک در مرکز آن مشخص شده‌است.
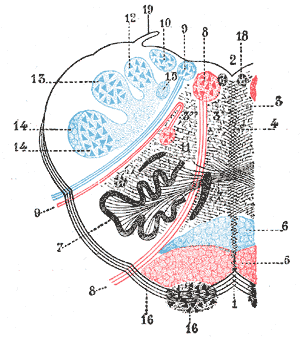